# Ri Song-chol (Eiskunstläufer)
Ri Song-chol (koreanisch 리성철; * 5. April 1986 in Pjöngjang) ist ein ehemaliger nordkoreanischer Eiskunstläufer und Politiker.

## Leben
Ri Song-chol begann 1994 mit dem Eiskunstlauf und wurde fünf Mal Nordkoreanischer Meister (2003, 2007, 2008, 2009 und 2010). 2008 gewann er die Asian Trophy in Hongkong. Bei den Olympischen Winterspielen 2010 in Vancouver war er Fahnenträger der nordkoreanischen Delegation. Im Eiskunstlauf-Einzel belegte Ri den 25. Rang.
Bei der Parlamentswahl in Nordkorea 2009 wurde er als Vertreter des 418. Wahlbezirks in die Oberste Volksversammlung gewählt.